# Piper Aircraft
Piper Aircraft, Inc. és una empresa especialitzada en el disseny i producció d'avionetes d'aviació general. Es localitza a l'aeroport de Vero Beach als Estats Units d'Amèrica i, des del 2009, és propietat del govern de Brunei. A finals del segle XX era considerada una de les "Tres Grans" companyies estatunidenques en l'àmbit de l'aviació general conjuntament amb Beechcraft i Cessna.
Des de la seva fundació el 1927 fins a finals de 2009 la companyia ha produït més de 144.000 aeronaus de 160 variants diferents amb unes 90.000 encara en vol.

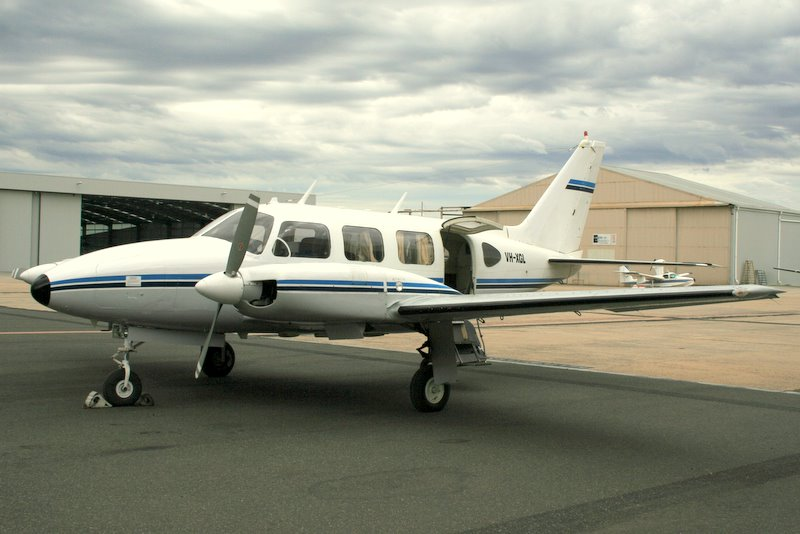
PA-31 Navajo

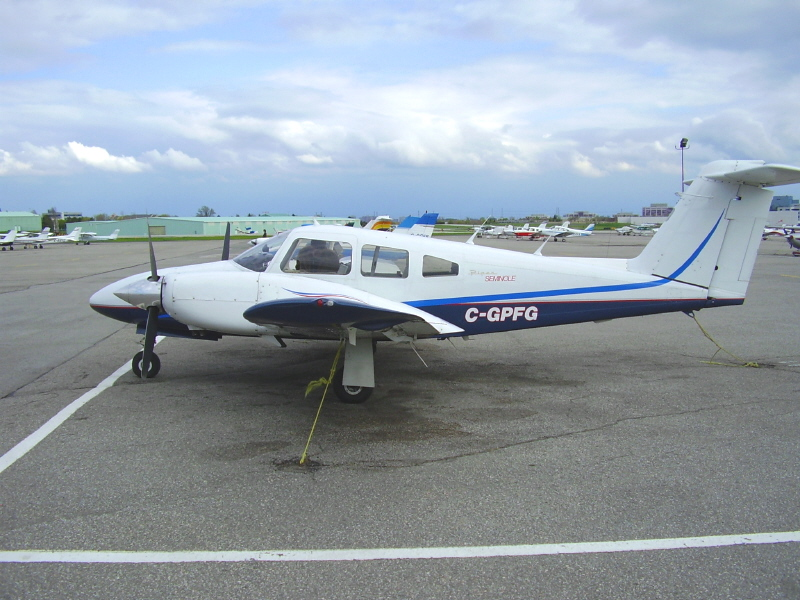
Piper PA-44 Seminole

## Història
La companyia va ser fundada amb el nom de Taylor Brothers Aircraft Manufacturing Company el setembre de 1927 per Clarence Gilbert Taylor i Gordon A. Taylor a la ciutat de Rochester. El 1929, després de la mort de Gordon Taylor, es van traslladar a Bradford on van ampliar la producció amb l'ajuda d'empresaris locals, incloent-hi l'enginyer industrial William T. Piper que més tard donaria el nom a l'empresa.

## Llista dels principals models
- Piper J-3 Cub
- Piper PA-28 Cherokee
- Piper PA-34 Seneca
- Piper PA-42 Cheyenne
- Piper PA-44 Seminole
- Piper PA-46